# Matko Brajša
Matko Brajša – Rašan (Pićan,  11. prosinca 1859. – Nova Ves, Zagreb, 6. rujna 1934.), bio je hrvatski skladatelj, melograf, zborovođa iz Pićna, skupljač hrvatskih narodnih napjeva s poluotoka Istre.  Bio je preporoditelj istarskih Hrvata. Otac pravnika i publicista Stojana te skladatelja Ćirila.

## Životopis
Matko Brajša pripadao je najznamenitijim Istranima svog vremena koji su branili, čuvali i štitili hrvatski nacionalni duh za burnih vremena talijanizacije Istre.
Rodio se u hrvatskoj obitelji u Pićnu od oca Franje i majke Katarina Šumberac-Šote. Pučku je školu pohađao u Pićnu, gimnaziju u Pazinu gdje se i glazbeno školovao kod franjevaca. Glazbeno je bio samouk. U Beču je studirao pravo, no nije diplomirao. Unatoč tome, ipak je poslije povratka u rodni kraj radio kao odvjetnički pripravnik i općinski činovnik po mjestima diljem zapadnih hrvatskih krajeva, gdje je i dalje radio u mjesnim zborovima. Dok je boravio ondje, skupljao je na poticaj Franje Kuhača hrvatske narodne napjeve s Istre za zbornik austrijske vlade Das Volkslied in Oesterreich. Napjevi nisu objavljeni u tom zborniku, pa ih je Brajša poslije objavio 1910.g. u Puli. Objavljeno djelo naslovio je Hrvatske narodne popijevke iz Istre, svjetske i crkvene, za muški i mješoviti zbor. U Beču dok je studirao pravo, napredovao je kao glazbenik. Ondje je dirigirao je akademskim društvom Zvonimi i bio je članom Slavjanskog pjevačkog društva. 
Svojim je kapacitetom privukao pozornih uglednih Hrvata. Milka Trnina se oduševila njegovim pjevanjem te ga je nagovorila studirati glazbu u Zagrebu, no zbog ljubavi prema zaručnici odustao je od studija za koji je položio prijamni. Biskup Juraj Dobrila ga je pokušao privoliti Brajšu neka bude svećenik, jer bi kao časni narodski čovjek i dobar organizator mnogo mogao pridonijeti župnom životu.
Budući da je Brajšin rodni kraj nakon Prvog svjetskog rata dodijeljen Italiji, došle su nove nevolje, budući su talijanske vlasti još agresivnije nastavile talijanizirati Istru, a zaneseni borac za hrvatstvo Istre Brajša im je kao takav smetao. Bio je prisiljen zauvijek otići od onamo u emigraciju u Hrvatsku 1923. zajedno s brojnim istarskim Hrvatima da ne bi doživio šikaniranja kao što su prošli Ivan Cukon i ostali zagriženi hrvatski preporoditelji. Prvo mu je odredište bio Karlovac. Nakon toga je otišao u Zagreb, gdje je i umro 1934. godine.
Zalagao se za slavensku liturgiju na poluotoku Istri. Radi opstanka iste pisao je samom papi. 
Autor je filološko-povijesnih i filološko-matematičkih rasprava, pisao je o glazbenicima Josipu Tartiniju, Hugu Tomičiću, Josipu Mandiću te o mjestašcu Tinjanu. Surađivao je s Božidarom Širolom. Pisao je za Vijenac.
Propagirao je glazbu, organizirao koncerte, zborove, tamburaški orkestar. I sam je pjevao, budući je bio vrsni bariton. U svom je kraju bitan kao osoba koja je pokrenula i ostvarila napredno pčelarstvo, podrumarstvo i vinogradarstvo.
Brajša si je dodao prezimenu pridjevak koji je nazvao po rijeci Raši, Rašan. Njegov je brat promijenio prezime u Rovis. 
Poznate su Brajšine skladbe Himna Družbe Sv. Ćirila i Metoda (Krasna zemljo, Istro mila) na stihove Ivana Cukona i Hrvatska majko. Uglazbio je ondašnju himnu istarskih Hrvata Predobri Bože Antuna Kalca.
Danas se Brajši u čast zove osnovna glazbena škola u Labinu i kulturno-umjetničko društvo u Puli koje djeluje od 1951. godine.

## Vanjske poveznice
- Osnovna glazbena škola Matka Brajše Rašana  Arhivirana inačica izvorne stranice od 7. ožujka 2011. (Wayback Machine) Marijano Atanasković: Matko Brajša Rašan